# ماریکینا (شیلی)
ماریکینا (به اسپانیایی: Mariquina) یک شهرستان در شیلی است که در استان بالدیبیا واقع شده‌است. ماریکینا ۱٬۳۲۰٫۵ کیلومتر مربع مساحت و ۱۹٬۸۲۳ نفر جمعیت دارد و ۶ متر بالاتر از سطح دریا واقع شده‌است.